# Lijst van orgelwerken van Johann Sebastian Bach
Deze lijst bevat de orgelwerken van Johann Sebastian Bach, geordend volgens de Bach-Werke-Verzeichnis.
| DE ORGELWERKEN VAN JOHANN SEBASTIAN BACH | DE ORGELWERKEN VAN JOHANN SEBASTIAN BACH | DE ORGELWERKEN VAN JOHANN SEBASTIAN BACH | DE ORGELWERKEN VAN JOHANN SEBASTIAN BACH                                                     | DE ORGELWERKEN VAN JOHANN SEBASTIAN BACH                                   | DE ORGELWERKEN VAN JOHANN SEBASTIAN BACH                                                                                         |
| BWV                                      | titel | toonaard en werken binnen verzamelingen en hun toonaard | plaats van compositie                                                                        | jaar van compositie                                                        | opmerkingen |
| ---------------------------------------- | --- | --- | -------------------------------------------------------------------------------------------- | -------------------------------------------------------------------------- | --- |
| 131a                                     | Fuga | g |                                                                                              |                                                                            | bewerking (niet zeker door Bach) van BWV 131, deel 5                                                                             |
| 525-530                                  | Zes sonates (Trio's) | - BWV 525, Triosonate nr. 1 in in Es - BWV 526, Triosonate nr. 2 in c - BWV 527, Triosonate nr. 3 in d - BWV 528, Triosonate nr. 4 in e - BWV 528a, Andante - BWV 529, Triosonate nr. 5 in C - BWV 530, Triosonate nr. 6 in G | Leipzig                                                                                      | ca. 1727 (of eerder)                                                       | |
| 531                                      | Prelude en fuga | C |                                                                                              | voor 1707                                                                  | |
| 532                                      | Prelude en fuga | D | Weimar                                                                                       | tussen 1708-1717                                                           | variant is BWV 532a |
| 533                                      | Prelude en fuga | e |                                                                                              | voor 1708                                                                  | variant BWV 533a |
| 534                                      | Prelude en fuga | f | Weimar                                                                                       | tussen 1708-1717                                                           | is inmiddels aan W.Fr.Bach toegeschreven                                                                                         |
| 535                                      | Prelude en fuga | g | Weimar                                                                                       | tussen 1708-1717                                                           | variant BWB 535a |
| 536                                      | Prelude en fuga | A | Weimar                                                                                       | tussem 1708-1717                                                           | variant BWV 536a |
| 537                                      | Fantasia en fuga | c | Weimar                                                                                       | 1708-1717                                                                  | |
| 538                                      | Toccata en fuga | | Weimar                                                                                       | 1708-1717                                                                  | bijgenaamd de 'Dorische Toccata en fuga'                                                                                         |
| 539                                      | Prelude en fuga | d |                                                                                              | na 1720                                                                    | vergelijkbaar met BWV 1000 (Fuga in g sololuit) en 1001 (Sonate in g voor soloviool)                                             |
| 540                                      | Toccata en fuga | F | Weimar                                                                                       | 1708-1717                                                                  | |
| 541                                      | Prelude en fuga | G | Weimar                                                                                       | 1708-1717                                                                  | herziening na 1742; te vergelijken met BWV 520 (Das walt' mein Gott)                                                             |
| 542                                      | Fantasia en fuga | g | Köthen (fantasia) en Weimar (fuga)                                                           | Prelude tussen 1717-1723; Fuga tussen 1708-1717                            | |
| 543                                      | Prelude en fuga | a | Weimar                                                                                       | tussen 1708-1717                                                           | variant BWV 543a; fuga is een bewerking van de fuga voor klavecimbel BWV 944                                                     |
| 544                                      | Prelude en fuga | b | Leipzig                                                                                      | tussen 1727-1731                                                           | |
| 545                                      | Prelude en fuga | C | Weimar                                                                                       | tussen 1708-1717                                                           | varianten BWV 545a (voor 1708?) en Prelude, Trio en Fuga in Bes, BWV 545b                                                        |
| 546                                      | Prelude en fuga | c | Weimar (fuga) en Leipzig (prelude)                                                           | fuga tussen 1708-1717; prelude na 1723?                                    | |
| 547                                      | Prelude en fuga | C | Leipzig                                                                                      | na 1723?                                                                   | |
| 548                                      | Prelude en fuga | e | Leipzig                                                                                      | tussen 1727-1731                                                           | |
| 549                                      | Prelude en fuga | c | Weimar                                                                                       | tussen 1708-1717?                                                          | variant BWV 549a (voor 1707?) |
| 550                                      | Prelude en fuga | G |                                                                                              | voor 1708?                                                                 | |
| 551                                      | Prelude en fuga | a |                                                                                              | voor 1708?                                                                 | |
| 552                                      | Prelude en fuga | Es | Leipzig                                                                                      | 1739                                                                       | in de Clavier-Übung III |
| 553-560                                  | Acht kleine preludes en fuga's | - BWV 553, Praeludium en Fuga in C - BWV 554, Praeludium en Fuga in d - BWV 555, Praeludium en Fuga in e - BWV 556, Praeludium en Fuga in F - BWV 557, Praeludium en Fuga in G - BWV 558, Praeludium en Fuga in g - BWV 559, Praeludium en Fuga in a - BWV 560, Praeludium en Fuga in Bes | Weimar                                                                                       | voor 1710                                                                  | van Bach? mogelijk van Johann Ludwig Krebs of Johann Tobias Krebs                                                                |
| 561                                      | Fantasie en fuga | a |                                                                                              |                                                                            | van Bach? |
| 562                                      | Fantasie en fuga | c | Weimar (Fantasie) en Leipzig (fuga)                                                          | 1708-1717? (Fantasie) en ca. 1745 (fuga)                                   | |
| 563                                      | Fantasie | b |                                                                                              | voor 1707                                                                  | ook bekend met de naam Fantasie con imitazione                                                                                   |
| 564                                      | Toccata | C | Weimar                                                                                       | tussen 1708-1717                                                           | |
| 565                                      | Toccata en Fuga | d |                                                                                              | voor 1708                                                                  | |
| 566                                      | Toccata | E |                                                                                              | voor 1708                                                                  | ook versie in C |
| 567                                      | Prelude | G |                                                                                              |                                                                            | van Bach? |
| 568                                      | Prelude | G |                                                                                              | voor 1708?                                                                 | |
| 569                                      | Prelude | a |                                                                                              | voor 1708?                                                                 | |
| 570                                      | Fantasie | C |                                                                                              | voor1707?                                                                  | |
| 571                                      | Fantasie | G |                                                                                              |                                                                            | van Bach? |
| 572                                      | Pièce d'orgue | G |                                                                                              | voor 1708?                                                                 | ook bekend met de titel Fantasie                                                                                                 |
| 573                                      | Fantasie | C | Köthen                                                                                       | 1722                                                                       | onvoltooid (12 maten) |
| 574                                      | Fuga | c |                                                                                              | voor 1708?                                                                 | thema van Giovanni Legrenzi; varianten BWV 574a 574b                                                                             |
| 575                                      | Fuga | c | Weimar                                                                                       | tussen 1708-1717                                                           | is ook toegeschreven aan Carl Philipp Emanuel Bach                                                                               |
| 576                                      | Fuga | G |                                                                                              |                                                                            | van Bach? |
| 577                                      | Fuga | G |                                                                                              |                                                                            | van Bach? |
| 578                                      | Fuga | g |                                                                                              | voor 1708?                                                                 | |
| 579                                      | Fuga | b |                                                                                              | voor 1708?                                                                 | thema van Arcangelo Corelli uit de Sonata da chiesa a tre, op.3, nr.4                                                            |
| 580                                      | Fuga | D |                                                                                              |                                                                            | van Bach? thema gelijk aan de tweede stem van BWV 589                                                                            |
| 581                                      | Fuga | G |                                                                                              |                                                                            | van Bach |
| 582                                      | Passacaglia | c |                                                                                              | voor 1708?                                                                 | de eerste vier maten van het thema zijn ontleend aan een Passacaglia (uit ca. 1700) van André Raison                             |
| 583                                      | Trio | d | Köthen?                                                                                      | 1725?                                                                      | |
| 584                                      | Trio | g |                                                                                              |                                                                            | van Bach? bovenstem en bas ook in cantate BWV 166 Wo gehest du hin (2e deel)                                                     |
| 585                                      | Trio | c |                                                                                              |                                                                            | niet van Bach, maar van Johann Friedrich Fasch                                                                                   |
| 586                                      | Trio | G |                                                                                              |                                                                            | van Georg Philipp Telemann en bewerkt door Bach                                                                                  |
| 587                                      | Aria | |                                                                                              |                                                                            | uit Les Nations van François Couperin en bewerkt door Bach                                                                       |
| 588                                      | Canzona | d | Weimar                                                                                       | ca. 1715                                                                   | |
| 589                                      | Allabreve | D |                                                                                              |                                                                            | van Bach? thema gelijk aan de tweede stem van BWV 580                                                                            |
| 590                                      | Pastorale | F | Weimar                                                                                       | ca. 1710                                                                   | ook bekend met de titel Pastorella                                                                                               |
| 591                                      | Kleines harmonisches Labyrinth | |                                                                                              |                                                                            | van Bach? van Johann David Heinichen?                                                                                            |
| 592-596                                  | Vijf concerten | - BWV 592, Concerto nr. 1 in G (naar Johann Ernst von Sachsen-Weimar) - BWV 592a, (versie voor klavecimbel) - BWV 593, Concerto nr. 2 in a (naar Antonio Vivaldi opus 3 nr. 8) - BWV 594, Concerto nr. 3 in C (naar Vivaldi opus 7 nr. 5) - BWV 595, Concerto nr. 4 in C (naar J.E. von Sachsen-Weimar) - BWV 984, (versie voor klavecimbel) - BWV 596, Concerto nr. 5 in d (naar Vivaldi opus 3 nr. 11) | Weimar                                                                                       | tussen 1708-1717                                                           | bewerkingen van concerten van andere meesters; van Bach?                                                                         |
| 597                                      | Concerto | Es |                                                                                              |                                                                            | bewerkingen van onbekend concert                                                                                                 |
| 598                                      | Pedal-Exercitium | |                                                                                              | voor 1708?                                                                 | |
| 599-644                                  | Orgelbüchlein | BWV 599, Nun komm, der Heiden Heiland; BWV 600, Gott, durch deine Güte; BWV 601, Herr Christ, der ein'ge Gottes-Sohn; BWV 602, Lob sei dem allmächtigen Gott; BWV 603, Puer natus in Bethlehem; BWV 604, Gelobet seist du, Jesu Christ; BWV 605, Der Tag, der ist so freudenreich; BWV 606, Vom Himmel hoch, da komm'ich her; BWV 607, Vom Himmel kam der Engel Schaar; BWV 608, In dulci jubilo; BWV 609, Lobt Gott, ihr Christen, allzugleich; BWV 610, Jesu, mein Freude; BWV 611, Christum wir sollen loben schon; BWV 612, Wir Christenleut'; BWV 613, Helft mir Gottes Güte preisen; BWV 614, Das alte Jahre vergangen ist; BWV 615, In dir ist Freude; BWV 616, Mit Fried' und Freud'ich fahr dahin; BWV 617, Herr Gott, nun schleuss den Himmel auf; BWV 618, O Lamm Gottes, unschuldig; BWV 619, Christe, du Lamm Gottes; BWV 620, Christus, der uns selig macht - BWV 620a, variant; BWV 621, Da Jesus an dem Kreuze stund'; BWV 622, O Mensch, bewein' dein' Sünde gross; BWV 623, Wir danken dir, Herr Jesu Christ; BWV 624, Hilf Gott, dass mir's gelinge; BWV 625, Christ lag in Todesbanden; BWV 626, Jesus Christus, unser Heiland; BWV 627, Christ ist erstanden; BWV 628, Erstanden ist der heil'ge Christ; BWV 629, Erschienen ist der herrliche Tag; BWV 630, Heut' triumphiret Gottes Sohn; BWV 631, Komm, Gott Schöpfer, heiliger Geist - BWV 631a, variant; BWV 632, Herr Jesu Christ, dich zu uns wend'; BWV 633, Liebster Jesu, wir sind hier; BWV 634, Liebster Jesu, wir sind hier; BWV 635, Dies sind die heil'gen zehn Gebot'; BWV 636, Vater unser im Himmelreich; BWV 637, Durch Adam's Fall ist ganz verderbt; BWV 638, Es ist das Heil uns kommen her; BWV 639, Ich ruf' zu dir, Herr Jesu Christ; BWV 640, In dich hab' ich gehoffet, Herr; BWV 641, Wenn wir in höchsten Nothen sein; BWV 642, Wer nur den lieben Gott laesst walten; BWV 643, Alle Menschen mussen sterben; BWV 644, Ach wie nichtig, ach wie fluechtig; | Weimar, Leipzig (BWV 614)                                                                    | tussen ca. 1713-1717, na 1740 (BWV 614), ouder dan 1713? (BWV 620 en 631a) | |
| 645-650                                  | Schüblerkoralen | - BWV 645, Wachet auf, ruft uns die Stimme - BWV 646, Woll soll ich fliehen hin - BWV 647, Wer nur den lieben Gott laesst walten - BWV 648, Meine Seele erhebt den Herren - BWV 649, Ach bleib bei uns, Herr Jesu Christ - BWV 650, Kommst du nun, Jesu, von Himmel herunter | gedrukt te Leipzig                                                                           | tussen 1746 en 1750                                                        | ook bekend als Choräle von verschiedener Art; cantates waar de transcripties op zijn gebaseerd dateren van 1724-1731             |
| 651-668                                  | Leipziger koralen | BWV 651, Komm, Heiliger Geist, Herre Gott - BWV 651a, variant; BWV 652, Komm, Heiliger Geist; BWV 653, An Waserflüssen Babylon - BWV 653a, variant - BWV 653b, variant; BWV 654, Schmuecke dich, o liebe Seele; BWV 655, Herr Jesu Christ, dich zu uns wend - BWV 655a, variant - BWV 655b, variant - BWV 655c, variant; BWV 656, O Lamm Gottes, unschuldig - BWV 656a, variant; BWV 657, Nun danket alle Gott; BWV 658, Von Gott will ich nicht lassen - BWV 658a, variant; BWV 659, Nun komm, der Heiden Heiland - BWV 659a, variant; BWV 660, Nun komm, der Heiden Heiland - BWV 660a, variant - BWV 660b, variant; BWV 661, Nun komm, der Heiden Heiland - BWV 661a, variant; BWV 662, Allein Gott in der Höh' sei Ehr'; BWV 663, Allein Gott in der Höh' sei Ehr' - BWV 663a, variant; BWV 664, Allein Gott in der Höh' sei Ehr' - BWV 664a, variant; BWV 665, Jesu Christus unser Heiland - BWV 665a, variant; BWV 666, Jesus Christus unser Heiland; BWV 667, Komm, Gott Schöpfer, heiliger Geist; BWV 668, Vor deinen Thron tret' ich - BWV 668a, variant | meeste Weimar, herziening in Leipzig; Leipzig (BWV 668)                                      | tussen 1708-1717, herziening tussen 1744-1747; 1750? (BWV 668)             | |
| 669-689                                  | Clavier-Übung III | BWV 669, Kyrie, Gott Vater in Ewigkeit; BWV 670, Christe, aller Welt Trost; BWV 671, Kyrie, Gott heiliger Geist; BWV 672, Kyrie, Gott Vater in Ewigkeit; BWV 673, Christe, aller Welt Trost; BWV 674, Kyrie, Gott heiliger Geist; BWV 675, Allein Gott in der Höh' sei Ehr; BWV 676, Allein Gott in der Höh' sei Ehr; BWV 677, Allein Gott in der Höh' sei Ehr; BWV 678, Dies sind die heilgen zehn Gebot; BWV 679, Dies sind die heilgen zehn Gebot; BWV 680, Wir glauben all' an einen Gott; BWV 681, Wir glauben all' an einen Gott; BWV 682, Vater unser Himmelreich; BWV 683, Vater unser im Himmelreich; BWV 684, Christ, unser Herr, zum Jordan kam; BWV 685, Christ, unser Herr, zum Jordan kam; BWV 686, Aus tiefer Not schrei ich zu dir; BWV 687, Aus tiefer Not schrei ich zu dir; BWV 688, Jesus Christus unser Heiland, der von uns den Zorn Gottes wandt; BWV 689, Jesus Christus unser Heiland | Leipzig                                                                                      | 1739                                                                       | ook bekend als Eenentwintig koraalvoorspelen; tezamen met BWV 552 gepubliceerd                                                   |
| 690-713                                  | Kirnberger koralen | BWV 690, Wer nur den lieben Gott lasst walten; BWV 691, Wer nun den lieben Gott lasst walten - BWV 691a, variant; BWV 692, Ach Gott und Herr - BWV 692a, variant; BWV 693, Ach Gott und Herr; BWV 694, Wo soll ich fliehen hin; BWV 695, Christ lag in Todes Banden - BWV 695a, variant; BWV 696, Christum wir sollen loben schon (Fughetta); BWV 697, Gelobet seist du, Jesu Christ (Fughetta); BWV 698, Herr Christ, der eineg Gottes Sohn (Fughetta); BWV 699, Nun komm, der Heiden Heiland (Fughetta); BWV 700, Vom Himmel hoch, da komm ich her; BWV 701, Vom Himmel hoch, da komm ich her (Fughetta); BWV 702, Das Jesulein soll doch mein Trost (Fughetta); BWV 703, Gottes Sohn ist kommen (Fughetta); BWV 704, Lob sei dem allmächtigen Gott (Fughetta); BWV 705, Durch Adams Fall ist ganz verderbt; BWV 706, Liebster Jesu, wir sind hier; BWV 707, Ich hab' mein' Sach' Gott heimgestellt; BWV 708, Ich hab' mein' Sach' Gott heimgestellt - BWV 708a, variant; BWV 709, Herr Jesu Christ, dich zu uns wend; BWV 710, Wir Christenleut habn jetzund Freud; BWV 711, Allein Gott in der Höh' sei Ehr; BWV 712, In dich hab' ich gehoffet, Herr; BWV 713, Jesu meine Freude (Fantasia) - BWV 713a, variant | meeste Weimar                                                                                | tussen 1708-1717?                                                          | |
| 714-765                                  | Koraalvoorspelen | BWV 714, Ach Gott und Herr; BWV 715, Allein Gott in der Hoh sei Ehr; BWV 716, Fuga super Allein Gott in der Hoeh sei Ehr; BWV 717, Allein Gott in der Hoh sei Ehr'; BWV 718, Christ lag in Todes banden; BWV 719, Der Tag, der ist so freudenreich; BWV 720, Ein feste Burg ist unser Gott; BWV 721, Erbarm dich mein, o Herre Gott; BWV 722, Gelobet seist du, Jesu Christ; BWV 723, Gelobet seist du, Jesu Christ; BWV 724, Gott, durch dein Guete (Gottes Sohn ist kommen); BWV 725, Herr Gott, dich loben wir; BWV 726, Herr Jesu Christ, dich zu uns wend; BWV 727, Herzlich tut mich verlangen; BWV 728, Jesus, meine Zuversicht; BWV 729, In dulci jubilo; BWV 730, Liebster Jesu, wir sind hier; BWV 731, Liebster Jesu, wir sind hier; BWV 732, Lobt Gott, ihr Christen, allzugleich; BWV 733, Magnificat; BWV 734, Nun freut euch, lieben Christen/Es ist gewisslich an der Zeit; BWV 735, Valet will ich dir geben; BWV 736, Valet will ich dir geben; BWV 737, Vater unser im Himmelreich; BWV 738, Von Himmel hoch, da komm' ich her; BWV 738a, Von Himmel hoch, da komm' ich her; BWV 739, Wie schoen leuchter der Morgenstern; BWV 740, Wir glauben all' an einen Gott, Vater; BWV 741, Ach Gott, von Himmel sieh' darein; BWV 742, Ach Herr, mich armen Sunder; BWV 743, Ach, was ist doch unser Leben; BWV 744, Auf meinen lieben Gott; BWV 745, Aus der Tiefe rufe ich; BWV 746, Christ ist erstanden; BWV 747, Christus, der uns selig macht; BWV 748, Gott der Vater wohn' uns bei; BWV 748a, Gott der Vater wohn' uns bei; BWV 749, Herr Jesu Christ, dich zu uns wend'; BWV 750, Herr Jesu Christ, mein's Lebens Licht; BWV 751, In dulci jubilo; BWV 752, Jesu, der du meine Seele; BWV 753, Jesu, meine Freude; BWV 754, Liebster Jesu, wir sind hier; BWV 755, Nun freut euch, lieben Christen; BWV 756, Nun ruhen alle Waelder; BWV 757, O herre Gott, din güttlich's Wort; BWV 758, O vater, allmächtiger Gott; BWV 759, Schmücke dich, o liebe Seele; BWV 760, Vater unser im Himmelreich; BWV 761, Vater unser im Himmelreich; BWV 762, Vater unser im Himmelreich; BWV 763, Wie schön leuchtet der Morgenstern; BWV 764, Wie schön leuchtet der Morgernstern; BWV 765, Wur glauben all' an einen Gott\| meeste Weimar, BWV 715, 718, 722, 724 en 732 wellicht Arnstadt, BWV 735 Leipzig | tussen 1708-1717, BWV 715, 718, 722, 724 en 732 (1703-1708), BWV 735 na 1723                 |                                                                            | |
| 766                                      | Partita over 'Christ, der du bist der helle Tag' | | Lüneburg of Ohrdruf                                                                          | ca. 1700                                                                   | |
| 767                                      | Partita over 'O Gott, du frommer Gott' | | Lüneburg of Ohrdruf                                                                          | ca. 1700                                                                   | |
| 768                                      | Partita over 'Sei gegrüsset, Jesu gütig' | | Lüneburg of Ohrdruf (variaties I, II, IV en X) en Weimar (variaties VI, VII, VIII, IX en XI) |                                                                            | later meerdere malen door Bach bewerkt                                                                                           |
| 769                                      | Canonische variaties over 'Von Himmel hoch, da komm' ich her' | | Leipzig                                                                                      | 1746-1747                                                                  | gedrukt in 1748? |
| 770                                      | Partita over 'Ach, was soll ich sÚnder machen' | | Lüneburg                                                                                     | tussen 1700-1702                                                           | van Bach? |
| 771                                      | Variaties over 'Allein Gott in der höh' sei Ehr' | |                                                                                              |                                                                            | van Bach, variaties III en VIII (of het hele werk?) van Nikolaus Vetter                                                          |
| 790                                      | Trio | b |                                                                                              |                                                                            | bewerking van het derde deel uit de sonate voor gamba en obligaat klavecimbel, BWV 1039                                          |
| 802-805                                  | Vier duetten (Clavier-Übung) | |                                                                                              |                                                                            | opgenomen in de Clavier-Übung III                                                                                                |
| 943                                      | Prelude | C |                                                                                              |                                                                            | |
| 957                                      | Machs mit mir. Gott, nach deiner Güt | |                                                                                              |                                                                            | Neumeister-collectie |
| 1027a en 1039a                           | Trio | G |                                                                                              |                                                                            | bewerkingen van delen uit de sonate in G voor viola da gamba en klvecimbel, BWV 1027, of voor twee fluiten en continuo, BWV 1039 |
| 1029.iii                                 | Trio | g |                                                                                              |                                                                            | |
| 1079.ii                                  | Ricercar à 6 (Musicalisches Opfer) | |                                                                                              |                                                                            | |
| 1085                                     | O Lamm Gottes.unschuldig | |                                                                                              |                                                                            | |
| 1090-1120                                | Neumeister-koralen | |                                                                                              |                                                                            | |
| 1121                                     | Fantasia | c |                                                                                              |                                                                            | |
| 1128                                     | Wo Gott der Herr nicht bei uns hält | |                                                                                              |                                                                            | koraalfantasie (in 2008 teruggevonden)                                                                                           |
| Anh.I 200                                | O Traurigkeit, O Herzeleid | |                                                                                              |                                                                            | fragment Orgel-Büchlein |
| Anh.II 42                                | Fuga | F |                                                                                              |                                                                            | |
| Anh.II 46                                | Trio | c |                                                                                              |                                                                            | |
| Anh.II 49 en Anh.II 50                   | Ein Feste Burg ist unser Gott en Erhalt uns, Herr, bei deinem Wort | |                                                                                              |                                                                            | |
| Anh.II 52                                | Freu dich sehr, O meine Seele | |                                                                                              |                                                                            | |
| Anh.II 54, 68                            | Helft mir Gottes Güte preisen/Wer nun den lieben Gott lässt walten | |                                                                                              |                                                                            | |
| Anh.II 55                                | Herr Christ, der einig Gottes Sohn | |                                                                                              |                                                                            | |
| Anh.II 59                                | Jesu, meine Freude | |                                                                                              |                                                                            | |
| Anh.II 61                                | O Mensch, bewein dein Sünde gross | |                                                                                              |                                                                            | |
| Anh.II 70                                | Wir glauben all' an einen Gott (Fuga) | |                                                                                              |                                                                            | |
| Anh.II 73                                | Ich ruf' zu dir, Herr Jesu Christ | |                                                                                              |                                                                            | |
| Anh.II 77                                | Herr Christ, der einig Gottes Sohn | |                                                                                              |                                                                            | |
| Anh.II 90                                | Fuga | C |                                                                                              |                                                                            | |
| zonder BWV                               | Erhalt uns, Herr, bei deinem Wort | |                                                                                              |                                                                            | |
| zonder BWV                               | Freu dich sehr, O meine Seele | |                                                                                              |                                                                            | |
| zonder BWV                               | Aus tiefer Not schrei ich zu dir Da Jesu an dem Kreuze stund Erhalt uns Herr bvei deinem Wort Ich ruf'zu dir,Herr Jesu Christ Komm, heiliger Geistm erfülle die Herzen Vom Gott will ich nicht lassen/Auf meinen lieben Gott Herr Christ, der einig Gottes Sohn | |                                                                                              |                                                                            | |
| zonder BWV                               | Was mein Gott will, das g'scheh allzeit | |                                                                                              |                                                                            | |